# Costești (Feketevölgy község)
Costești románul: Costești, falu Romániában, Fehér megyében.

## Fekvése
Petelei mellett fekvő település.

## Története
Costeşti korábban Petelei része volt. 1956-ban vált külön településsé 272 lakossal.
1966-ban 280, 1977-ben 239, 1992-ben 201, a 2002-es népszámláláskor ugyancsak 201 román lakosa volt.